# Rongorongo
Rongorongo er en slags hieroglyffer, der blev opdaget i 1800-tallet på Påskeøen, og det tyder på at være et skriftsprog eller en protoskrift. Adskillige dechifreringer er blevet lavet, men ingen har for alvor formået at oversætte sproget fuldstændigt. Selvom der er blevet identificeret flere ting, der har med kalender og genealogi at gøre, så kan ingen af hieroglyfferne rent faktisk læses. Hvis rongorongo viser sig at være et skriftsprog og en uafhængig opfindelse, så er det et af de meget få eksempler på at uafhængigt opfundne skriftsprog i menneskets historie.
Der blev blevet fundet to dusin trægenstande med inskriptioner på rongorongo i 1800-tallet. De var alle medtagne, brændte eller på anden måde ødelagte, og de er i dag spredt på museer og i private samlinger over hele verden. Ingen af dem findes på Påskeøen. Genstandene var hovedsageligt tavler, der var formet som irregulære stykker træ, nogle gange drivtømmer, men også en mangata manu-statuette og to reimiro-ornamenter. Der findes også få petroglyffer (eller helleristninger), som kan inkludere korte rongorongo-inskriptioner. Den mundtlige historie indikerer, at det kun var en lille elite, der kunne læse og skrive, og at tavlerne var hellige.
Autentiske rongorongo-tekster blev skrevet i skiftende retninger, et system kaldet omvendt bustrofedon. På en tredje tavle er linjerne af tekst indskrevet som kannelering  i træet. Hieroglyfferne er omrids af mennesker, dyr, planter, kulturelle genstande og geometriske former. Mange af menneske- og dyrefigurerne, som hieroglyfferne  og  har karakteristiske
fremspring på hver side af hovedet, der muligvis repræsenterer øjne.
De individuelle tekster er normalt kendt ved et enkelt stort bogstav og et navn, så som Tavle C, Mamari-tavlen. De forskellige navne kan bl.a. beskrive tavlen eller indikerer hvor den er opbevaret såsom "the Oar" (åren), "the Snuffbox" (snusæsken), "the Small Santiago Tablet" (den lille  Santiago-tavle) og "the Santiago Staff" (Santiago-staven).

## Hieroglyffer
Hieroglyfferne er stiliserede mennesker, dyr, planter og geometriske former, og de er ofte sammensatte enheder. Næsten alle dem, som har hoveder, er orienteret med hovedet opad, og de ses enten forfra eller i profil fra højre, i tekstens retning. Det vides ikke, hvilken betydning det har haft at sætte en hieroglyf på hovedet eller til venstre. Hovederne har ofte karakteristiske fremspring på siden, som kan være øjne (som på havskildpadde-hieroglyffen nedenfor, og endnu tydeligere på havskildpadde-petroglyffer). Fuglene er almindelige; mange minder om fregatfuglen (se billede direkte under), som blev associeret med den øverste gud Makemake. Andre hieroglyffer ligner fisk eller leddyr. Nogle få minder om petroglyffer som findes på hele øen.
Nogle af de mere ikoniske rongorongo-hieroglyffer. Den siddende mand (nederst til venstre) er antagelig vis en sammensat enhed.
(Billeder fra Barthel (1958). Beskrivelsen i den højre kolonne er udelukkende beskrivende.)

## Oprindelse
Ifølge mundtlige fortællinger bragte enten Hotu Matu‘a eller Tu‘u ko Iho, de legendariske grundlæggere af Rapa Nui, 67 tavler med fra deres hjemland. De samme grundlæggere bliver også tilskrevet at have bragt indfødte planter som toromiro med sig til øen. Det er dog ikke noget hjemland, hvor der kan have eksisteret en tradition med skriftsprog i Polynesien, eller sågar i Sydamerika. Således er rongorongo sandsynligvis blevet påfundet på øen. Der har givet vis kun været en meget lille del af befolkningen der har kunnet læse og skrive rongorongo, når de fåtallige antal af tilbageværende rapanuia der kunne læse teksterne som stadig levede i 1870'erne. Således fik de personer, som besøgte Påskeøen på et tidligt tidspunkt, fortalt at det var et privilegium for de herskende familier og præsterne at kunne læse, og de blev kidnappet under peruvianske slavetogter eller døde kort efter som følge af epidemier.

### Datering af tavlerne
Der er kun foretaget ganske lidt direkte datering. Påbegyndelse af skovrydning for at etablerede landbrugsland på Påskeøen, og derved sandsynligvis også kolonisering, er blevet dateret til omkring år 1200, hvilket indikerer det tidspunkt, hvor man opfandt rongorongo, ikke kan have været tidligere end 1200-tallet. Tavle Q (Small Saint Petersburg) er den eneste der er blevet kulstof 14-dateret, men resultaterne viste kun, at den var blevet til på et tidspunkt efter 1680. Hieroglyf 67 () antages at repræsentere en uddød Påskeøspalme, som forsvandt fra øens pollenpost omkring år 1650, hvilket indikerer at skriften selv er ældre endnu.
Teksts A, P og V kan dateres til 1700- eller 1800-tallet idet de er skrevet på europæiske årer. Orliac (2005) argumenterede for at træet til tavle C (Mamari) blev skåret fra en stamme der har været omkring 15 m lang, og Påskeøen har længe været afskovet og har ikke haft træer i denne størrelse. Analyser af trækul indikerer at skovene forsvandt i første halvdel af 1600-tallet. Roggeveen, der opdagede Påskeøen i 1722, beskrev øen som "fattig på store træer" og i 1770 skrev González de Ahedo at "Der findes ikke et eneste træ, der kan laves om til en planke på 6" [15 cm] i bredden." Forster, der var med på Cooks ekspedition i 1774, skrev at "der var ikke eneste træ på øen, som var højere end 10 fod [3 m]."
Alle disse metoder er således brugt på at datere træet som rongorongo er skrevet på, og altså ikke inskriptionerne selv. Thespesia populnea er ikke særlig holdbart, og det har sandsynligvis ikke kunnet overleve længe i Påskeøens klima.

### Spansk ekspedition i 1770
I 1770 annekterede Spanien Påskeøen under González de Ahedo. Der blev afholdt en underskrivnings-ceremoni, hvor en aftale for annekteringen blev underskrevet af et udefineret antal af høvdinger "ved at skriv særlige karakterer fra deres eget skriftsprog" på aftalen.
Adskillige forskere har foreslået, at rongorongo har været en opfindelse som er inspireret af dette besøg og underskrivelsen af aftalen med Spanien. Et indicium er, at der ikke var nogle opdagelsesrejsende der har beskrevet skriftsproget før Eugène Eyraud i 1864, og er af den opfattelse, at de mærker som høvdingerne brugte til at underskrive aftalen med Spanien ikke minder om rongorongo. Disse forskeres hypotese er, at rongorongo ikke var en kopi af det latinske alfabet eller nogen anden form for skrift, men at konceptet med skrift var blevet befordret i ved transkulturel diffiusion, der havde inspireret øboerne til at opfinde deres eget skriftsprog. Hvis dette er sandt så opstod rongorongo, blomstrede og blev glemt inden for mindre end 100 år.
Kendte eksempler på diffusion af skrift, såsom Sequoyahs opfindelse af cherokeealfabetet efter at have set de engelsksprogede avisers magt, eller Uyaquks opfindelse af yugtunalfabetet inspireret af kristne tekster, involverede langt mere kontakt end blot underskrivelsen af en aftaler. Hieroglyfferne kan have været groft skrevne rongorongo-tegn som der kunne forventes af Rapa Nuis repræsentanter, når de skulle skrive med et helt nyt redskab med pen og papir. At rongorongo ikke blev observeret, eller i hvert fald ikke beskrevet, at tidligere opdagelsesrejsende, som tilbragte ganske lidt tid på øen, kan være et resultatet af, at det var tabu; denne type tabuer kan miste deres magt sammen med  tangata rongorongo (skrift) da Rapanui-samfundet kollapsede efter europæiske slavetogter og efterfølgende epidemier, således at tavlerne var blevet mere spredte da Eyraud besøgte øen. Orliac påpeger at tavle C synes at være skrevet mindst et århundrede før det spanske besøg.

### Petroglyffer
Påskeøen har det største udvalg af petroglyffer i Polynesien. Stort set hver eneste egnede overflade har fået inskriptioner, og dette inkluderer stenvægge i nogle huse og nogle få berømte mo‘ai-statuer og deres væltede topstykker. Der er blevet katalogiseret omkring tusind steder med over 4.000 hieroglyffer, hvor nogle er nedsænket eller i relief, og nogle er malet røde og hvide. Deres designs inkluderer en udgave af kimær fuglemands-figurer ved Orongo, der var ceremonielt centrum for tangata manu ("fuglemand") kulten; ansigter af skaberguden Makemake; havdyr som skildpadder, tun, sværfisk, hajer, hvaler, delfiner, krabber og blæksprutter (nogle af dem med menneskelignende ansigter), haner, kanoer og over 500 komari (vulvaer). Petroglyfer er ofte i forbindelse med udskårne huller ("cupules") i klippen. Der er også tegn på at traditionerne har ændret sig da, fuglemanden er blevet indhugget over simplere former, som igen er hugget ud med komari. Selvom petroglyfferne ikke kan dateres direkte, så er nogle af dem dækket over med stenbygninger, som går forud for koloniseringen, hvilket indikerer at de er relativt gamle.
Adskillige antropomorfiske og dyreformede petroglyffer har parralleller i rongorongo. Eksempelvis er den dobbelthovedet fregatfugl  (hieroglyf 680) på det væltede mo‘ai-topstykke, en figur der også optræder på et dusin tavler. McLaughlin (2004) illustrerende de mest prominente ligheder med petroglyfferne i Lee (1992). Disse er dog hovedsageligt isolerede hieroglyffer; der er kun blevet fundet få tekstlignende eller ligaturer blandt petroglyfferne. Dette har medført nogle forskere har forslået at rongorongo er en nyere opfindelse, muligvis inspireret af petroglyfferne eller de baverede individuelle petroglyffer som logogrammer (Macri 1995), men ikke gamle nok til at have været en del af petroglyf-traditionen. Den mest komplekse kandidat for petroglyffisk rongorongo er, hvad der synes at være en sekvens af hieroglyffer, hvoraf den ene er en ligatur, indhugget i vægget i en hule. Sekvensen er dog tilsyneladende ikke skrevet af én person, og hulen ligger nær huset, hvor tavle Z Poike stammer, som er en grov efterligning af rongorongo, så det er muligt at Ana o Keke-petroglyferne ikke er autentiske.

## Historie

### Opdagelse
Lægpræsten Eugène Eyraud fra Congrégation de Picpus gik i land på Påskeøen den 2. januar 1864, 24 dage efter sin afrejse fra Valparaíso. Han skulle bo på Påskeøen i 9 måneder, hvor han skulle evangilisere beboerne. Han nedskrev en beretning om sin tid der, hvor han rapporterer fundet af flere tavler dette år:
Han nævner ikke tavler andre steder i sin rapport, og opdagelsen forblev ubemærket. Eyraud forlod Påskeøen den 11. oktober med ekstremt dårligt helbred. Han blev ordineret præst i 1865 og vendte tilbage til Påskeøen i 1866, hvor han døde af tuberkulose i august 1868 i en alder af 48 år.

### Undergang
I 1868 modtog en biskop fra Tahiti, Florentin-Étienne "Tepano" Jaussen, en gave fra nyligt konverterede katolikker på Påskeøen. Det var en lang snor af menneskehår, muligvis en fiskeline, der var bundet omkring en træplanke som var dækket af hieroglyflignende tegn. Han var overrasket over opdagelsen, og skrev til fader Hippolyte Roussel på Påskeøen om at indsamle alle tavlerne og at finde nogle indfødte, som kunne oversætte dem. Roussel kunne dog kun få fat i nogle få, og øboerne kunne ikke blive enige om, hvordan de skulle læses.
Alligevel havde Eyraud set hundredvis af tavler kun 4 år senere. Hvad der var sket med de manglende tavler, kan man kun gisne om. Eyraud havde noteret hvor lille interesse beboerne havde i dem. Stéphen Chauvet beskriver at,
Orliac havde observeret en lang mørk fordybning omkring 10 cm lang på linje 5 og 6 på tavle H, der var en rende der var lavet ved at gnide en pind hårdt mod tavlen mange gange, hvilket viste at tavle H havde været brugt til at tænde ild. Tavle S og P var blevet bygget ind i en kano, som passer med historien om en mand ved navn Niari, som byggede en kano af efterladte tavler.
Da europæerne introducerede sygdomme og folk fra Peru hentede slaver på øen, inklusive et sidste ødelæggende plyndringstogt i 1862 og en efterfølgende koppeepidemi, havde det reduceret antallet af Rapa Nuis befolkning til under 200 personer i 1870'erne, og det er muligt, at læsefærdighederne var blevet fjernet helt fra øen, da Eyraud beskrev tavlerne i 1866.
I 1868 kunne Jaussen kun skaffe nogle få tavler, og yderligere tre blev taget af kaptajn Gana fra den chilenske korvet O'Higgins i 1870. I 1950'erne fandt Barthel et halvt dusin medtagne tavler i huler i forbindelse med begravelser. Hieroglyfferne kunne dog ikke reddes.
Ud af de 26 tekststykker, som har overlevet, er det kun omkring halvdelen der er i god stand, og med sikkerhed autentiske.

### Antropologiske beretninger
Den britisk arkæolog og antropolog Katherine Routledge foretog i 1914–1915 en videnskabelig ekspedition til Rapa Nui sammen med sin mand for at katalogisere kunst, skikke og skrift på øen. Hun var i stand til at interviewe to ældre personer, Kapiera og en spedalsk ved navn Tomenika, som tilsyneladende havde viden om rongorongo. Interviewsne var ikke særlig udbytterige, da de to personer ofte modsagde hinanden. Fra dem konkluderede Katherine Routledge at rongorongo var et idiosynkratisk hukommelsesapparat, der ikke repræsenterede et egentligt sprog, og med andre ord var det et protoskritsprog, og hieroglyffernes mening blev omformuleret hver gang, således at kohau rongorongo ikke kunne læses af nogen som ikke var særligt trænet til at læse netop denne specifikke tekst. Hun mente, at teksterne selv var remser for præster og skriftkloge, der blev opbevaret i særlige huse og strengt tabu, der omhandlede øens historie og mytologi. Da senere etnografiske studier, som Métraux (1940), kom til var meget af det som Routledge havde nedskrevet i sin noter blevet glemt, og den orale historie viste en stærk indflydelse fra andre udgivne beretninger.

## Dechifrering
Som med de fleste udechifrerede manuskripter og tekster er der mange opfindesommer tolkninger og påståede oversættelser af rongorongo. Bortset fra en del af en tavle, som har vist sig at have noget at gøre med en lunisolarkalender, så er ingen af de bevarede tekster skrevet med rongorongo blevet oversat eller forstået. Der er tre store udfordringer med dechifrering af sproget, hvis man antager at rongorongo virkelig er et skriftsprog: der findes kun et mindre antal bevarede tekster, mangel på kontekst såsom illustrationer hvor man kan fortolke dem samt den dårligt beskrevne gamle Rapanui-sprog, da det moderne Rapanui er blevet blandet meget tahitisk, og det er derfor usandsynligt, at det har noget tilfældes med sproget på tavlerne.
Den fremherskende opfattelse af rongorongo er, at det ikke er et ægte skriftsprog, men et protoskiftsprog eller et endnu mere begrænset redskab til at huske genealogi, koreografi, navigaion, astronomi eller landbrug. Eksempelvis står der i Atlas of Languages at, "Det blev sandsynligvis brugt som hjælp til at huske eller til dekorative formål, og ikke til at beskrive øboernes Rapanui-sprogs." Hvis dette er tilfældet, er der kun meget ringe håb for, at det nogensinde kan blive dechifreret. Blandt dem, som tror det er et skriftsprog, er der debat om ronorongo er logografisk eller stavelsesbaseret, selvom det tilsyneladende ikke er konvertibelt med hverken logografi eller rene stavelser.